# Oligia hypoxantha
Oligia hypoxantha là một loài bướm đêm trong họ Noctuidae.